# 1441
Portal Geschichte | Portal Biografien | Aktuelle Ereignisse | Jahreskalender | Tagesartikel

◄ |
14. Jahrhundert |
15. Jahrhundert
| 16. Jahrhundert | ►

◄ |
1410er |
1420er |
1430er |
1440er
| 1450er | 1460er | 1470er | ►

◄◄ |
◄ |
1437 |
1438 |
1439 |
1440 |
1441
| 1442 | 1443 | 1444 | 1445 | ► | ►►
Staatsoberhäupter  · Nekrolog
| Januar | Januar | Januar | Januar | Januar | Januar | Januar | Januar |
| Kw     | Mo     | Di     | Mi     | Do     | Fr     | Sa     | So     |
| ------ | ------ | ------ | ------ | ------ | ------ | ------ | ------ |
| 52     |        |        |        |        |        |        | 1      |
| 1      | 2      | 3      | 4      | 5      | 6      | 7      | 8      |
| 2      | 9      | 10     | 11     | 12     | 13     | 14     | 15     |
| 3      | 16     | 17     | 18     | 19     | 20     | 21     | 22     |
| 4      | 23     | 24     | 25     | 26     | 27     | 28     | 29     |
| 5      | 30     | 31     |        |        |        |        |        |

| Februar | Februar | Februar | Februar | Februar | Februar | Februar | Februar |
| Kw      | Mo      | Di      | Mi      | Do      | Fr      | Sa      | So      |
| ------- | ------- | ------- | ------- | ------- | ------- | ------- | ------- |
| 5       |         |         | 1       | 2       | 3       | 4       | 5       |
| 6       | 6       | 7       | 8       | 9       | 10      | 11      | 12      |
| 7       | 13      | 14      | 15      | 16      | 17      | 18      | 19      |
| 8       | 20      | 21      | 22      | 23      | 24      | 25      | 26      |
| 9       | 27      | 28      |         |         |         |         |         |

| März | März | März | März | März | März | März | März |
| Kw   | Mo   | Di   | Mi   | Do   | Fr   | Sa   | So   |
| ---- | ---- | ---- | ---- | ---- | ---- | ---- | ---- |
| 9    |      |      | 1    | 2    | 3    | 4    | 5    |
| 10   | 6    | 7    | 8    | 9    | 10   | 11   | 12   |
| 11   | 13   | 14   | 15   | 16   | 17   | 18   | 19   |
| 12   | 20   | 21   | 22   | 23   | 24   | 25   | 26   |
| 13   | 27   | 28   | 29   | 30   | 31   |      |      |

| April | April | April | April | April | April | April | April |
| Kw    | Mo    | Di    | Mi    | Do    | Fr    | Sa    | So    |
| ----- | ----- | ----- | ----- | ----- | ----- | ----- | ----- |
| 13    |       |       |       |       |       | 1     | 2     |
| 14    | 3     | 4     | 5     | 6     | 7     | 8     | 9     |
| 15    | 10    | 11    | 12    | 13    | 14    | 15    | 16    |
| 16    | 17    | 18    | 19    | 20    | 21    | 22    | 23    |
| 17    | 24    | 25    | 26    | 27    | 28    | 29    | 30    |

| Mai | Mai | Mai | Mai | Mai | Mai | Mai | Mai |
| Kw  | Mo  | Di  | Mi  | Do  | Fr  | Sa  | So  |
| --- | --- | --- | --- | --- | --- | --- | --- |
| 18  | 1   | 2   | 3   | 4   | 5   | 6   | 7   |
| 19  | 8   | 9   | 10  | 11  | 12  | 13  | 14  |
| 20  | 15  | 16  | 17  | 18  | 19  | 20  | 21  |
| 21  | 22  | 23  | 24  | 25  | 26  | 27  | 28  |
| 22  | 29  | 30  | 31  |     |     |     |     |

| Juni | Juni | Juni | Juni | Juni | Juni | Juni | Juni |
| Kw   | Mo   | Di   | Mi   | Do   | Fr   | Sa   | So   |
| ---- | ---- | ---- | ---- | ---- | ---- | ---- | ---- |
| 22   |      |      |      | 1    | 2    | 3    | 4    |
| 23   | 5    | 6    | 7    | 8    | 9    | 10   | 11   |
| 24   | 12   | 13   | 14   | 15   | 16   | 17   | 18   |
| 25   | 19   | 20   | 21   | 22   | 23   | 24   | 25   |
| 26   | 26   | 27   | 28   | 29   | 30   |      |      |

| Juli | Juli | Juli | Juli | Juli | Juli | Juli | Juli |
| Kw   | Mo   | Di   | Mi   | Do   | Fr   | Sa   | So   |
| ---- | ---- | ---- | ---- | ---- | ---- | ---- | ---- |
| 26   |      |      |      |      |      | 1    | 2    |
| 27   | 3    | 4    | 5    | 6    | 7    | 8    | 9    |
| 28   | 10   | 11   | 12   | 13   | 14   | 15   | 16   |
| 29   | 17   | 18   | 19   | 20   | 21   | 22   | 23   |
| 30   | 24   | 25   | 26   | 27   | 28   | 29   | 30   |
| 31   | 31   |      |      |      |      |      |      |

| August | August | August | August | August | August | August | August |
| Kw     | Mo     | Di     | Mi     | Do     | Fr     | Sa     | So     |
| ------ | ------ | ------ | ------ | ------ | ------ | ------ | ------ |
| 31     |        | 1      | 2      | 3      | 4      | 5      | 6      |
| 32     | 7      | 8      | 9      | 10     | 11     | 12     | 13     |
| 33     | 14     | 15     | 16     | 17     | 18     | 19     | 20     |
| 34     | 21     | 22     | 23     | 24     | 25     | 26     | 27     |
| 35     | 28     | 29     | 30     | 31     |        |        |        |

| September | September | September | September | September | September | September | September |
| Kw        | Mo        | Di        | Mi        | Do        | Fr        | Sa        | So        |
| --------- | --------- | --------- | --------- | --------- | --------- | --------- | --------- |
| 35        |           |           |           |           | 1         | 2         | 3         |
| 36        | 4         | 5         | 6         | 7         | 8         | 9         | 10        |
| 37        | 11        | 12        | 13        | 14        | 15        | 16        | 17        |
| 38        | 18        | 19        | 20        | 21        | 22        | 23        | 24        |
| 39        | 25        | 26        | 27        | 28        | 29        | 30        |           |

| Oktober | Oktober | Oktober | Oktober | Oktober | Oktober | Oktober | Oktober |
| Kw      | Mo      | Di      | Mi      | Do      | Fr      | Sa      | So      |
| ------- | ------- | ------- | ------- | ------- | ------- | ------- | ------- |
| 39      |         |         |         |         |         |         | 1       |
| 40      | 2       | 3       | 4       | 5       | 6       | 7       | 8       |
| 41      | 9       | 10      | 11      | 12      | 13      | 14      | 15      |
| 42      | 16      | 17      | 18      | 19      | 20      | 21      | 22      |
| 43      | 23      | 24      | 25      | 26      | 27      | 28      | 29      |
| 44      | 30      | 31      |         |         |         |         |         |

| November | November | November | November | November | November | November | November |
| Kw       | Mo       | Di       | Mi       | Do       | Fr       | Sa       | So       |
| -------- | -------- | -------- | -------- | -------- | -------- | -------- | -------- |
| 44       |          |          | 1        | 2        | 3        | 4        | 5        |
| 45       | 6        | 7        | 8        | 9        | 10       | 11       | 12       |
| 46       | 13       | 14       | 15       | 16       | 17       | 18       | 19       |
| 47       | 20       | 21       | 22       | 23       | 24       | 25       | 26       |
| 48       | 27       | 28       | 29       | 30       |          |          |          |

| Dezember | Dezember | Dezember | Dezember | Dezember | Dezember | Dezember | Dezember |
| Kw       | Mo       | Di       | Mi       | Do       | Fr       | Sa       | So       |
| -------- | -------- | -------- | -------- | -------- | -------- | -------- | -------- |
| 48       |          |          |          |          | 1        | 2        | 3        |
| 49       | 4        | 5        | 6        | 7        | 8        | 9        | 10       |
| 50       | 11       | 12       | 13       | 14       | 15       | 16       | 17       |
| 51       | 18       | 19       | 20       | 21       | 22       | 23       | 24       |
| 52       | 25       | 26       | 27       | 28       | 29       | 30       | 31       |

| Januar | Januar | Januar | Januar | Januar | Januar | Januar | Januar |
| Kw     | Mo     | Di     | Mi     | Do     | Fr     | Sa     | So     |
| ------ | ------ | ------ | ------ | ------ | ------ | ------ | ------ |
| 52     |        |        |        |        |        |        | 1      |
| 1      | 2      | 3      | 4      | 5      | 6      | 7      | 8      |
| 2      | 9      | 10     | 11     | 12     | 13     | 14     | 15     |
| 3      | 16     | 17     | 18     | 19     | 20     | 21     | 22     |
| 4      | 23     | 24     | 25     | 26     | 27     | 28     | 29     |
| 5      | 30     | 31     |        |        |        |        |        |

| Februar | Februar | Februar | Februar | Februar | Februar | Februar | Februar |
| Kw      | Mo      | Di      | Mi      | Do      | Fr      | Sa      | So      |
| ------- | ------- | ------- | ------- | ------- | ------- | ------- | ------- |
| 5       |         |         | 1       | 2       | 3       | 4       | 5       |
| 6       | 6       | 7       | 8       | 9       | 10      | 11      | 12      |
| 7       | 13      | 14      | 15      | 16      | 17      | 18      | 19      |
| 8       | 20      | 21      | 22      | 23      | 24      | 25      | 26      |
| 9       | 27      | 28      |         |         |         |         |         |

| März | März | März | März | März | März | März | März |
| Kw   | Mo   | Di   | Mi   | Do   | Fr   | Sa   | So   |
| ---- | ---- | ---- | ---- | ---- | ---- | ---- | ---- |
| 9    |      |      | 1    | 2    | 3    | 4    | 5    |
| 10   | 6    | 7    | 8    | 9    | 10   | 11   | 12   |
| 11   | 13   | 14   | 15   | 16   | 17   | 18   | 19   |
| 12   | 20   | 21   | 22   | 23   | 24   | 25   | 26   |
| 13   | 27   | 28   | 29   | 30   | 31   |      |      |

| April | April | April | April | April | April | April | April |
| Kw    | Mo    | Di    | Mi    | Do    | Fr    | Sa    | So    |
| ----- | ----- | ----- | ----- | ----- | ----- | ----- | ----- |
| 13    |       |       |       |       |       | 1     | 2     |
| 14    | 3     | 4     | 5     | 6     | 7     | 8     | 9     |
| 15    | 10    | 11    | 12    | 13    | 14    | 15    | 16    |
| 16    | 17    | 18    | 19    | 20    | 21    | 22    | 23    |
| 17    | 24    | 25    | 26    | 27    | 28    | 29    | 30    |

| Mai | Mai | Mai | Mai | Mai | Mai | Mai | Mai |
| Kw  | Mo  | Di  | Mi  | Do  | Fr  | Sa  | So  |
| --- | --- | --- | --- | --- | --- | --- | --- |
| 18  | 1   | 2   | 3   | 4   | 5   | 6   | 7   |
| 19  | 8   | 9   | 10  | 11  | 12  | 13  | 14  |
| 20  | 15  | 16  | 17  | 18  | 19  | 20  | 21  |
| 21  | 22  | 23  | 24  | 25  | 26  | 27  | 28  |
| 22  | 29  | 30  | 31  |     |     |     |     |

| Juni | Juni | Juni | Juni | Juni | Juni | Juni | Juni |
| Kw   | Mo   | Di   | Mi   | Do   | Fr   | Sa   | So   |
| ---- | ---- | ---- | ---- | ---- | ---- | ---- | ---- |
| 22   |      |      |      | 1    | 2    | 3    | 4    |
| 23   | 5    | 6    | 7    | 8    | 9    | 10   | 11   |
| 24   | 12   | 13   | 14   | 15   | 16   | 17   | 18   |
| 25   | 19   | 20   | 21   | 22   | 23   | 24   | 25   |
| 26   | 26   | 27   | 28   | 29   | 30   |      |      |

| Juli | Juli | Juli | Juli | Juli | Juli | Juli | Juli |
| Kw   | Mo   | Di   | Mi   | Do   | Fr   | Sa   | So   |
| ---- | ---- | ---- | ---- | ---- | ---- | ---- | ---- |
| 26   |      |      |      |      |      | 1    | 2    |
| 27   | 3    | 4    | 5    | 6    | 7    | 8    | 9    |
| 28   | 10   | 11   | 12   | 13   | 14   | 15   | 16   |
| 29   | 17   | 18   | 19   | 20   | 21   | 22   | 23   |
| 30   | 24   | 25   | 26   | 27   | 28   | 29   | 30   |
| 31   | 31   |      |      |      |      |      |      |

| August | August | August | August | August | August | August | August |
| Kw     | Mo     | Di     | Mi     | Do     | Fr     | Sa     | So     |
| ------ | ------ | ------ | ------ | ------ | ------ | ------ | ------ |
| 31     |        | 1      | 2      | 3      | 4      | 5      | 6      |
| 32     | 7      | 8      | 9      | 10     | 11     | 12     | 13     |
| 33     | 14     | 15     | 16     | 17     | 18     | 19     | 20     |
| 34     | 21     | 22     | 23     | 24     | 25     | 26     | 27     |
| 35     | 28     | 29     | 30     | 31     |        |        |        |

| September | September | September | September | September | September | September | September |
| Kw        | Mo        | Di        | Mi        | Do        | Fr        | Sa        | So        |
| --------- | --------- | --------- | --------- | --------- | --------- | --------- | --------- |
| 35        |           |           |           |           | 1         | 2         | 3         |
| 36        | 4         | 5         | 6         | 7         | 8         | 9         | 10        |
| 37        | 11        | 12        | 13        | 14        | 15        | 16        | 17        |
| 38        | 18        | 19        | 20        | 21        | 22        | 23        | 24        |
| 39        | 25        | 26        | 27        | 28        | 29        | 30        |           |

| Oktober | Oktober | Oktober | Oktober | Oktober | Oktober | Oktober | Oktober |
| Kw      | Mo      | Di      | Mi      | Do      | Fr      | Sa      | So      |
| ------- | ------- | ------- | ------- | ------- | ------- | ------- | ------- |
| 39      |         |         |         |         |         |         | 1       |
| 40      | 2       | 3       | 4       | 5       | 6       | 7       | 8       |
| 41      | 9       | 10      | 11      | 12      | 13      | 14      | 15      |
| 42      | 16      | 17      | 18      | 19      | 20      | 21      | 22      |
| 43      | 23      | 24      | 25      | 26      | 27      | 28      | 29      |
| 44      | 30      | 31      |         |         |         |         |         |

| November | November | November | November | November | November | November | November |
| Kw       | Mo       | Di       | Mi       | Do       | Fr       | Sa       | So       |
| -------- | -------- | -------- | -------- | -------- | -------- | -------- | -------- |
| 44       |          |          | 1        | 2        | 3        | 4        | 5        |
| 45       | 6        | 7        | 8        | 9        | 10       | 11       | 12       |
| 46       | 13       | 14       | 15       | 16       | 17       | 18       | 19       |
| 47       | 20       | 21       | 22       | 23       | 24       | 25       | 26       |
| 48       | 27       | 28       | 29       | 30       |          |          |          |

| Dezember | Dezember | Dezember | Dezember | Dezember | Dezember | Dezember | Dezember |
| Kw       | Mo       | Di       | Mi       | Do       | Fr       | Sa       | So       |
| -------- | -------- | -------- | -------- | -------- | -------- | -------- | -------- |
| 48       |          |          |          |          | 1        | 2        | 3        |
| 49       | 4        | 5        | 6        | 7        | 8        | 9        | 10       |
| 50       | 11       | 12       | 13       | 14       | 15       | 16       | 17       |
| 51       | 18       | 19       | 20       | 21       | 22       | 23       | 24       |
| 52       | 25       | 26       | 27       | 28       | 29       | 30       | 31       |

## Ereignisse

### Politik und Weltgeschehen

#### Mittelamerika
- Unter der Führung von Ah Xupan Xiu, dem regierenden Fürsten von Maní aus dem Geschlecht der Tutul Xiu beginnt ein Aufstand gegen die Dynastie der Cocom und die von ihnen dominierte Liga von Mayapán in Mesoamerika, der in den nächsten Jahren die Zerstörung der Hauptstadt Mayapán und den Untergang der Liga zur Folge hat. Er führt zu politischer Zersplitterung der Kultur der Maya auf der Halbinsel Yucatán in sechzehn einander bekämpfende Kleinstaaten.

#### Nord- und Mitteleuropa
- September: Christoph III. von Pfalz-Neumarkt wird in Uppsala zum König von Schweden gekrönt, nachdem er zuvor einen Bauernaufstand in Jütland niedergeschlagen hat.
- Der Frieden von Kopenhagen beendet den dreijährigen Hansisch-Niederländischen Krieg. Im Vertrag verpflichten sich die niederländischen Städte zum Ersatz beziehungsweise zur Rückgabe von 22 Schiffen der preußischen und livländischen Hansestädte. Die Holländer zahlen außerdem 5.000 Gulden an König Christoph III. von Dänemark und verpflichten sich gegenüber den wendischen Städten der Hanse, allen diesen entstandenen Schaden zu ersetzen. Andererseits müssen die wendischen Städte den Holländern gegenseitige Verkehrsfreiheit zugestehen und alle einschränkenden Maßnahmen aufheben. Damit ist die hansische Monopolstellung im Ostseeraum untergraben.

#### Osteuropa
- 2. Januar: Durch die inneren Streitigkeiten im Deutschen Orden zermürbt tritt Paul von Rusdorf von seinem Amt als Hochmeister zurück. Er stirbt nur eine Woche später in der Ordensburg Marienburg. Zu seinem Nachfolger wird am 12. April der bisherige Ordensmarschall Konrad von Erlichshausen gewählt, der gegen Rusdorfs Politik opponiert hat. Er sucht den Ausgleich mit den Ständen und verleiht den Städten mehr Rechte.
- Das Khanat der Krim spaltet sich von der Goldenen Horde ab.

#### Südeuropa
- Nach dem Tod der Blanka von Navarra übergeht ihr Ehemann Johann II. den gemeinsamen Sohn Karl von Viana als Thronerben und regiert das Königreich unrechtmäßig selbst. Die Tochter Eleonore zieht auf das Gebiet ihres Ehemanns Gaston IV. von Foix, den sie 1436 mit elf Jahren geheiratet hat.
- 26. Dezember: Leonello d’Este wird als Nachfolger seines verstorbenen Vaters Niccolò III. d’Este Markgraf von Ferrara.

#### Entdeckungsfahrten
- Die portugiesischen Seefahrer Nuno Tristão und Antão Gonçalves erreichen als erste Europäer das Cabo Branco. Sie bringen die ersten schwarzen Sklaven von ihrer Fahrt nach Europa mit.

#### Asien
- 12. Juli: Ashikaga Yoshinori, sechster Shōgun des Ashikaga-Shōgunats während der Muromachi-Zeit in Japan, wird während eines Theaterbesuchs im Haus des Generals Akamatsu Mitsuke ermordet. In den folgenden Monaten geschwächter Regierungsgewalt gelingt es Banden durch Belagerung der Hauptstadt Kyōto einen allgemeinen Schuldenerlass (tokusei) zu erwirken. Yoshinoris Sohn Ashikaga Yoshikatsu wird rund ein Jahr nach dem Tod seines Vaters siebter Shōgun, die Macht des Shōgunats befindet sich jedoch im Niedergang.

### Wissenschaft und Technik
- In Frankreich wird die Universität Bordeaux gegründet.
- Cosimo de’ Medici gründet in Florenz die Biblioteca Medicea Laurenziana.
- Der englische König Heinrich VI. gründet das King’s College der University of Cambridge.

### Kultur und Gesellschaft
- In Florenz wird die Medicea pubblica gegründet, die erste öffentliche Bibliothek der Welt.
- Die Femeiche in Erle wird erstmals urkundlich erwähnt.

## Geboren

### Geburtsdatum gesichert
- 09. Februar: Mir ʿAli Schir Nawāʾi, uigurischer Politiker, Bauherr, Dichter, Mystiker († 1501)
- 24. März: Ernst von Sachsen, Kurfürst von Sachsen, Herzog zu Sachsen, Landgraf in Thüringen und Markgraf zu Meißen († 1486)
- 25. Juni: Federico I. Gonzaga, Markgraf von Mantua († 1484)
- 27. Juni: Johann III., Mitregent in der Grafschaft Nassau-Weilburg († 1480)
- 09. August: Danjong, König der Joseon-Dynastie in Korea († 1457)
- 09. Oktober: Ulrich Fugger, deutscher Kaufmann, Bankier († 1510)
- 11. November: Charlotte von Savoyen, Ehefrau von König Ludwig XI. von Frankreich († 1483)

### Genaues Geburtsdatum unbekannt
- Martín Alonso Pinzón, spanischer Seefahrer und Teilnehmer der ersten Kolumbus-Reise († 1493)
- Niclas von Abensberg, deutscher Ritter und Graf von Abensberg († 1485)
- Matteo Maria Boiardo, italienischer Dichter († 1494)
- Francisco de Borja, spanischer Kardinal († 1511)
- Juan Castellar y de Borja, spanischer Kardinal († 1505)
- Al-Aschraf Qansuh al-Ghuri, mamelukischer Sultan von Ägypten († 1516)
- Magnus II., Herzog von Mecklenburg († 1503)
- Antonio de Nebrija, spanischer Humanist und Philologe († 1522)
- Johannes Petri, deutscher Buchdrucker († 1511)
- Lê Nhân Tông, vietnamesischer Kaiser († 1459)

### Geboren um 1441
- Anna von Nassau-Dillenburg, deutsche Adlige, Herzogin von Braunschweig-Lüneburg († 1513)

## Gestorben

### Erstes Halbjahr
- 03. Januar: Tristan de Clermont, französischer Ritter
- 05. Januar: Johann II. von Luxemburg, französischer Adliger, Graf von Guise, Graf von Ligny (* 1392)
- 09. Januar: Paul von Rusdorf, Hochmeister des Deutschen Ordens (* um 1385)
- 15. Februar: Heinrich II. von Verden, Fürstbischof von Verden
- 01. April: Blanka von Navarra, Königin von Sizilien, Aragon und Navarra (* 1387)
- 07. April: Albrecht Blarer, gewählter Bischof von Konstanz
- 29. April: Margarethe von Hanau, deutsche Adlige (* 1411)
- 18. Juni: Ludwig III., schlesischer Adliger, Herzog von Ohlau, Nimptsch, Lüben und Haynau (* vor 1405)

### Zweites Halbjahr
- 08. Juli: Baldwin II. von Wenden, deutscher Abt, Erzbischof von Bremen
- 12. Juli: Ashikaga Yoshinori, japanischer Adliger, Shōgun des Ashikaga-Shogunates (* 1394)
- 08. September: Johannes Pollart, Generalvikar im Erzbistum Köln
- kurz vor dem 23. September: Jacobus Vide, franko-flämischer Komponist, Sänger, Organist und burgundischer Hofbeamter (* um 1395)
- 30. September: Johann II. von Reisberg, Erzbischof von Salzburg
- vor dem 24. Oktober: Adolf, Herzog von Bayern-München (* 1434)
- 27. Oktober: Margery Jourdemain, Engländerin, Opfer der Hexenverfolgung (* um 1400)
- 07. Dezember: Bartolomeo di Fruosino, italienischer Maler (* 1366 oder 1369)
- 26. Dezember: Niccolò III. d’Este, italienischer Adliger, Markgraf von Ferrara, Modena und Reggio (* 1383/1384)

### Genaues Todesdatum unbekannt
- Edzard Cirksena, Häuptling zu Greetsiel, Norden, Emden und im Brokmerland
- Jan van Eyck, flämischer Maler (* um 1390)
- Antonio Loschi, italienischer Humanist, Dichter, Philologe und Historiker (* 1365 oder 1368)
- Sędziwój Ostroróg, Woiwode von Posen, Starost von Brześć Kujawski und Generalstarost von Großpolen (* um 1375)
- Dietrich Reseler, Bischof von Dorpat (* um 1365)
- Tidemann Steen, Bürgermeister von Lübeck
- Johannes Thomae, Generalvikar im Erzbistum Köln
- Caspar von Waldenfels, deutscher Adeliger, Hauptmann auf dem Gebirge und zu Hof, Brandenburgischer Rat und Amtmann zur Plassenburg in Kulmbach (* um 1380)